# Jaana Pelkonen
Jaana Pelkonen (Lahti, 27 gennaio 1977) è una conduttrice televisiva e politica finlandese.

## Carriera
Ha incominciato a lavorare in radio nella seconda metà degli anni '90. 
Dal 1997 al 2005 ha avuto successo col programma televisivo Tilt.
Nel 2007 ha condotto l'Eurovision Song Contest 2007 insieme a Mikko Leppilampi.
Nel 2011 è stata eletta al Parlamento finlandese nelle liste del Partito di Coalizione Nazionale, e riconfermata quattro anni dopo.